# Pawtuxet Village
Pawtuxet Village est un secteur des villes de Warwick et Cranston, dans l'État américain de Rhode Island en Nouvelle-Angleterre. Il se situe à la confluence de la rivière Pawtuxet (en) avec la rivière Providence (en) et la baie de Narragansett.
Le site est classé par le Registre national des lieux historiques du fait de son rôle dans l'histoire de la révolution américaine.

## Histoire
Le site est d'abord occupé par la tribu Sononoce Pawtuxet, laquelle est rattachée à la nation amérindienne des Narragansetts. En 1638, le fondateur de Rhode Island Roger Williams en acquiert la propriété afin d'étendre l'État vers le Sud.
En 1772, les patriotes de Rhode Island y perpètrent leur première action militaire pour l'indépendance, lors de l'affaire du Gaspée, événement toujours commémoré de nos jours lors du « Gaspée Day » en juin. Pour ce fait, le quartier est classé par le Registre national des lieux historiques comme un lieu important de la mémoire de la révolution américaine.

## Dans la culture
- Howard P. Lovecraft y situe une grande partie de l'intrigue de son œuvre majeure, L'Affaire Charles Dexter Ward, écrite en 1927.